# 마담 C. J. 워커
마담 C. J. 워커(Madam C. J. Walker, 본명 새라 브리들러브, 1867년 12월 23일 ~ 1919년 5월 25일)는 미국의 기업가, 자선사업가, 정치 및 사회 운동가이다. 워커는 기네스 세계 기록에 미국 최초의 자수성가 여성 백만장자로 기록되어 있다. 여러 자료에서는 메리 엘런 플레전트와 같은 다른 여성들이 최초였을 수도 있지만, 그들의 재산이 워커만큼 잘 문서화되어 있지 않다고 언급한다.
워커는 자신이 설립한 마담 C. J. 워커 매뉴팩처링 컴퍼니를 통해 흑인 여성을 위한 화장품 및 헤어 케어 제품을 개발하고 판매하여 재산을 모았다. 워커는 자선사업과 사회 운동으로도 잘 알려졌다. 워커는 전미 유색인 지위 향상 협회와 같은 여러 단체에 재정적인 기부를 했고 예술 후원자가 되었다. 뉴욕 어빙턴에 있는 워커의 호화로운 저택인 빌라 르와로는 아프리카계 미국인 공동체의 사교 모임 장소로 사용되었다. 사망 당시 워커는 미국에서 가장 부유한 아프리카계 미국인 사업가이자 가장 부유한 자수성가 흑인 여성으로 여겨졌다. 그녀의 이름은 세 번째 남편의 이름을 따서 "찰스 조지프 워커 부인"을 변형한 것이다.

## 어린 시절
마담 C. J. 워커는 1867년 12월 23일, 델타 근처에서 새라 브리들러브로 태어났다. 브리들러브의 부모는 오언과 미네르바(결혼 전 성 안데르손) 브리들러브였다. 브리들러브에게는 언니 루베니아와 알렉산더, 제임스, 솔로몬, 오언 주니어 네 명의 오빠가 있었다. 로버트 W. 버니는 그녀의 언니들과 부모를 매디슨 패리시 농장에 노예로 부렸다. 새라는 에이브러햄 링컨 대통령이 노예 해방 선언에 서명한 후 가족 중 자유인으로 태어난 첫 아이였다. 그녀의 어머니는 1872년에 콜레라로 사망했을 가능성이 높다. 전염병은 미시시피 강 승객들과 함께 테네시 및 관련 지역으로 퍼져 1873년에 도달했다. 그녀의 아버지는 재혼했지만 1년 후에 사망했다.
7세에 고아가 된 브리들러브는 10세에 빅스버그 (미시시피주)로 이주하여 루베니아와 그녀의 처남 제시 파월과 함께 살았다. 브리들러브는 어린 시절부터 가정부로 일하기 시작했다.
브리들러브는 종종 "인생을 시작했을 때 기회가 거의 없었고, 7살 때부터 고아로 어머니도 아버지도 없이 지냈다"고 회상했다. 브리들러브는 또한 그녀가 어린 시절 다녔던 교회의 주일 학교 문맹 퇴치 수업에서 3개월 동안만 정규 교육을 받았다고 진술했다.

## 개인 생활

### 결혼과 가족
1882년, 14세의 브리들러브는 처남 제시 파월의 학대에서 벗어나기 위해 나이를 알 수 없는 모세스 맥윌리엄스와 결혼했다. 브리들러브와 맥윌리엄스는 1885년 6월 6일에 딸 릴리아를 낳았다. 맥윌리엄스가 1887년에 사망했을 때, 브리들러브는 20세였고 릴리아는 2세였다. 브리들러브는 1894년에 재혼했지만, 1903년경에 두 번째 남편인 존 데이비스와 헤어졌다.
1906년 1월, 브리들러브는 세인트루이스에서 알고 지내던 신문 광고 판매원 찰스 조지프 워커와 결혼했다. 이 결혼 후 브리들러브는 자신을 "마담 C. J. 워커"로 홍보하기 시작했다. 부부는 1912년에 이혼했고, 찰스는 1926년에 사망했다. 릴리아 맥윌리엄스는 의붓아버지의 성을 따랐고 알렐리아 워커로 알려졌다.

### 종교
워커는 기독교인이었다. 그녀의 신앙은 자선사업에 상당한 영향을 미쳤다. 워커는 아프리카 감리교 감독교회의 일원이었다.

## 경력

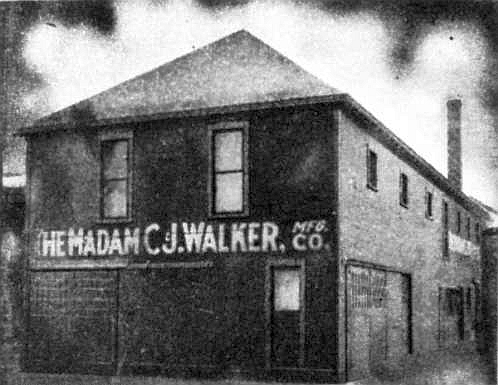
C. J. 워커 매뉴팩처링 컴퍼니, 인디애나폴리스, 인디애나주, 1911

1888년, 브리들러브는 릴리아와 함께 세인트루이스로 이주하여 세 명의 오빠가 살고 있는 곳으로 갔다. 브리들러브는 세탁부로 일자리를 찾아 하루에 겨우 1달러 이상을 벌었다. 브리들러브는 릴리아에게 정규 교육을 제공할 만큼 충분한 돈을 벌기로 결심했다. 1880년대에 브리들러브는 래그타임 음악이 발전했던 공동체에서 살았다. 그녀는 세인트 폴 아프리카 감리교 감독교회에서 노래를 불렀고, 교회 여성 공동체를 보면서 교육받은 삶을 갈망하기 시작했다.
브리들러브는 피부 질환과 머리카락을 씻고 옷을 세탁하는 데 사용되는 강한 제품 때문에 심한 비듬과 다른 두피 질환, 심지어 탈모까지 겪었다. 그녀의 탈모에 기여한 다른 요인으로는 영양 부족, 질병, 그리고 대부분의 미국인들이 실내 배관, 중앙 난방, 전기가 없던 시기에 잦지 않은 목욕과 머리 감기가 있었다.

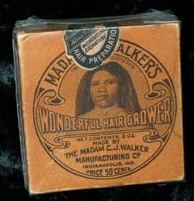
인디애나폴리스 어린이 박물관의 영구 소장품인 마담 C. J. 워커의 원더풀 헤어 그로어

처음에 브리들러브는 세인트루이스에서 이발사로 일하던 오빠들에게서 헤어케어에 대해 배웠다. 루이지애나 매입 박람회(1904년 세인트루이스 세계 박람회) 무렵, 브리들러브는 아프리카계 미국인 헤어케어 사업가이자 포로 컴퍼니의 소유주인 애니 턴보 말론의 제품을 판매하는 위탁 판매원이 되었다. 박람회에서의 판매는 아프리카계 미국인 공동체가 대체로 무시되었기 때문에 실망스러웠다.
나중에 헤어케어 산업에서 중요한 경쟁자가 될 말론을 위해 일하면서 브리들러브는 새로운 지식을 바탕으로 자체 제품 라인을 개발하기 시작했다. 1905년 7월, 브리들러브는 37세의 나이에 릴리아와 함께 덴버, 콜로라도주로 이주했으며, 그곳에서 처음에는 말론의 제품을 계속 판매하면서 자신만의 헤어케어 사업을 개발했다. 그러나 두 사업가는 말론이 브리들러브를 석유 젤리와 황의 혼합물로 된, 백 년 동안 사용되어 온 자신의 비법을 훔쳤다고 비난하면서 불화를 겪었다.
1906년 찰스 워커와 결혼한 후, 브리들러브는 자신을 "마담 C. J. 워커"라는 이름으로 독립적인 미용사이자 화장품 소매업자로 홍보했다. ("마담"은 프랑스 미용 산업의 여성 선구자들로부터 따온 것이다.) 그녀의 사업 파트너이기도 한 찰스는 광고 및 홍보에 대한 조언을 제공했다. 워커는 자신의 제품을 방문 판매했으며, 다른 흑인 여성들에게 머리를 가꾸고 스타일링하는 방법을 가르쳤다.
1906년, 워커는 앨렐리아에게 덴버의 우편 주문 사업을 맡기고, 자신과 찰스는 사업 확장을 위해 미국 남부와 동부를 여행했다. 1908년, 워커와 그녀의 남편은 피츠버그로 이주하여 미용실을 열고 "헤어 컬처리스트"를 훈련시키기 위한 릴리아 칼리지를 설립했다. 흑인 여성의 경제적 독립을 지지하는 워커는 자신의 전국적인 면허 판매 대리점 네트워크를 위해 "워커 시스템" 훈련 프로그램을 개설하여 이들이 충분한 수수료를 벌 수 있도록 했다(Michaels, PhD. 2015).
1907년 워커가 덴버 사업을 정리한 후, 알렐리아는 피츠버그에서 그녀와 합류했다. 1910년, 워커가 인디애나폴리스에 새로운 본사를 설립했을 때, 알렐리아는 피츠버그에서 일상적인 운영을 담당했다. 알렐리아는 또한 그녀의 어머니에게 1913년 뉴욕의 성장하는 할렘 지역에 사무실과 미용실을 설립하도록 설득했는데, 이곳은 아프리카계 미국인 문화의 중심지가 되었다.
1910년, 워커는 사업체를 인디애나폴리스로 이전하여 마담 C. J. 워커 매뉴팩처링 컴퍼니의 본사를 설립했다. 워커는 처음에 노스 웨스트 스트리트 640번지에 집과 공장을 구입했다. 워커는 나중에 공장, 미용실, 미용 학교를 지어 판매 대리인들을 훈련시키고, 연구를 돕기 위한 실험실을 추가했다. 워커는 또한 성장하는 회사를 관리하는 데 도움을 줄 직원들을 모았는데, 여기에는 프리맨 랜섬, 로버트 리 브로큰버, 앨리스 켈리, 마조리 조이너 등이 포함되었다. 그녀의 회사 직원 중에는 핵심 관리 및 스태프 직책에 있는 여성들이 많았다.

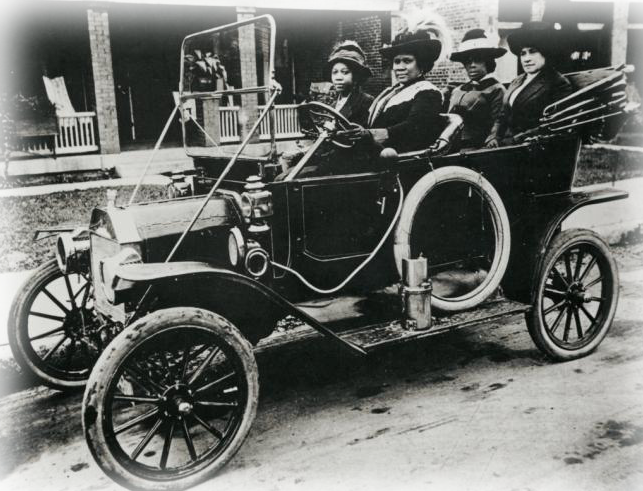
워커 부인과 친구들이 자동차를 타고 있는 모습, 1911년

워커는 제품을 사용하여 모발 성장을 촉진하고 두피를 관리하는 미용 방법을 개발했다. 이 시스템에는 샴푸, 모발 성장을 돕는다고 알려진 포마드, 강렬한 브러싱, 그리고 머리카락에 철제 빗을 사용하는 것이 포함되었다. 워커는 이 방법이 생기 없고 잘 부서지는 머리카락을 부드럽고 윤기 있게 만든다고 주장했다. 워커의 제품 라인에는 여러 경쟁자가 있었다. 워커의 경쟁자들은 말론의 포로 시스템과 새라 스펜서 워싱턴의 에이펙스 시스템을 포함하여 유럽과 미국에서 유사한 제품을 생산했다.
1911년부터 1919년까지, 그녀의 경력이 정점에 달했을 때, 워커와 그녀의 회사는 수천 명의 여성을 제품 판매 대리인으로 고용했다. 1917년까지 회사는 거의 20,000명의 여성을 훈련시켰다고 주장했다. 일부 자료에서는 여성들이 특징적인 흰 셔츠와 검은 치마 유니폼을 입고 검은색 사첼백을 들고 다녔다고 썼지만, 워커 미용 학교 매뉴얼에는 이를 확인할 수 있는 내용이 없다. 다른 자료에서는 대리인들이 미국과 카리브 제도 전역의 가정을 방문하며 워커의 헤어 포마드와 그녀의 이미지가 인쇄된 양철 용기에 담긴 다른 제품들을 판매하는 방문 판매에 중점을 두었다고 썼다. 그러나 일반적인 시나리오는 워커 미용사들이 제품이 어떻게 작동하는지 보여주기 위해 수원(水源)이 필요했기 때문에 자신의 집과 미용실에서 제품을 시연하는 것이었다. 워커는 광고와 브랜드 인지도의 힘을 이해했다. 주로 아프리카계 미국인 신문과 잡지에 집중적인 광고를 하고, 제품 홍보를 위한 워커의 잦은 여행은 그녀를 미국에서 잘 알려지게 하는 데 기여했다.
워커는 판매 및 미용 훈련 외에도 다른 흑인 여성들에게 예산을 짜고 사업을 구축하는 방법을 가르쳤으며, 재정적으로 독립하도록 격려했다. 1917년, 국립 유색인 여성 협회의 모델에 영감을 받아 워커는 자신의 판매 대리인들을 주 및 지역 클럽으로 조직하기 시작했다. 그 결과 마담 C. J. 워커 요원들의 전국 미용 및 자선 협회(마담 C. J. 워커 미국 미용사 연합의 전신)가 설립되었다.
첫 연례 회의는 1917년 여름 필라델피아에서 200명의 참석자와 함께 개최되었다. 이 회의는 비즈니스와 상업을 논의하기 위한 여성 기업가들의 최초의 전국 모임 중 하나였다. 회의에서 워커는 가장 많은 제품을 판매하고 가장 많은 신규 판매 대리인을 유치한 여성들에게 상을 수여했다. 워커는 또한 지역 사회의 자선 단체에 가장 큰 기부를 한 사람들에게도 보상했다.
1920년대에 워커의 사업 시장이 미국을 넘어 쿠바, 자메이카, 아이티, 파나마, 코스타리카로 확장되면서 그녀의 이름은 사망 후에도 더욱 널리 알려졌다.

## 활동 및 자선 활동

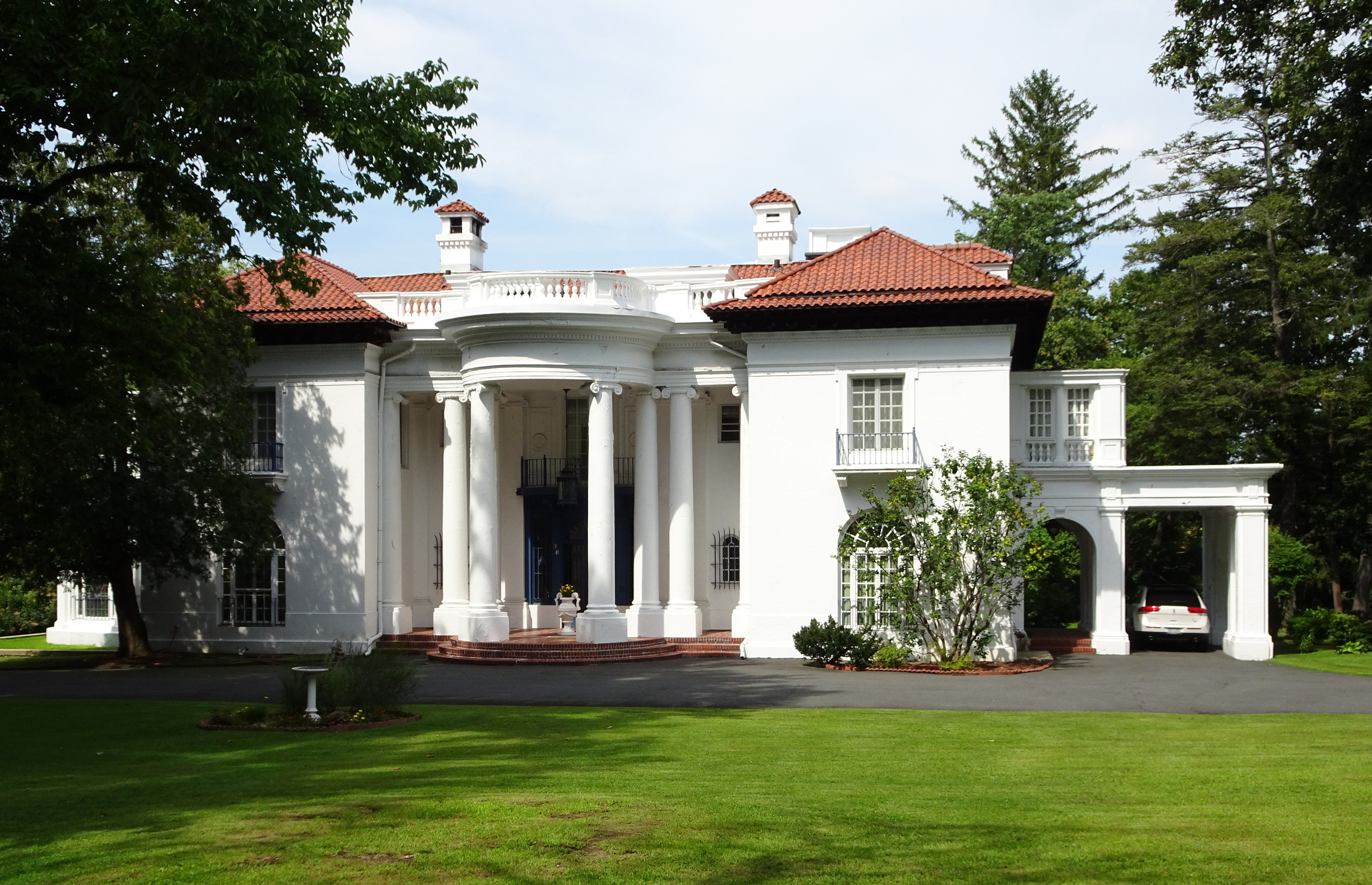
어빙턴 (뉴욕주) 브로드웨이 67번지에 있는 워커의 집

워커의 부와 영향력이 커지면서 그녀는 자신의 견해를 더욱 적극적으로 표명하기 시작했다. 1912년, 워커는 National Negro Business League (NNBL)의 연례 회의에서 연단에서 연설하며 다음과 같이 선언했다. "저는 남부의 목화밭에서 온 여성입니다. 그곳에서 저는 세탁통으로 승진했습니다. 그곳에서 저는 요리실로 승진했습니다. 그리고 그곳에서 저는 스스로를 미용 제품 제조 사업으로 승진시켰습니다. 저는 제 자신의 땅에 제 자신의 공장을 지었습니다." 다음 해에는 기조 연설자로 연단에서 회의 참석자들에게 연설했다.
워커는 인디애나폴리스 흑인 공동체에 기독교청년회 지부를 설립하기 위한 기금 모금을 도왔고, 상원 애비뉴 YMCA 건축 기금에 1,000달러를 기부했다. 워커는 또한 터스키기 연구소에 장학금을 기부했다. 다른 수혜자로는 인디애나폴리스의 플래너 하우스와 베텔 아프리카 감리교 감독교회; 데이토나비치의 메리 맥레오드 베튠의 흑인 소녀들을 위한 데이토나 교육 산업 학교(후에 베튠-쿡맨 대학교가 됨); 노스캐롤라이나주의 팔머 메모리얼 인스티튜트; 조지아주의 해인스 노말 산업 연구소가 있었다. 워커는 또한 예술 후원자였다.
1913년경, 워커의 딸 알렐리아는 할렘의 새 타운하우스로 이사했다. 1916년, 워커는 인디애나폴리스에 있는 자신의 경영팀에게 일상적인 회사 운영을 맡기고 뉴욕으로 알렐리아와 합류했다. 1917년, 워커는 뉴욕 시 최초의 면허를 가진 흑인 건축가이자 알파 파이 알파 형제회의 창립 멤버인 버트너 탠디에게 뉴욕 어빙턴온허드슨에 있는 자신의 집 설계를 의뢰했다. 워커는 25만 달러를 들여 지어진 빌라 르와로가 지역 사회 지도자들의 모임 장소가 되고 다른 아프리카계 미국인들에게 꿈을 추구하도록 영감을 주기를 바랐다. 워커는 1918년 5월에 집으로 이사했고, 당시 미국 전쟁부의 흑인 문제 담당 차관이었던 에멧 제이 스콧을 기리기 위한 개장 행사를 열었다.
워커는 뉴욕으로 이주한 후 정치 문제에 더 깊이 관여하게 되었다. 워커는 강력한 흑인 기관이 후원하는 컨벤션에서 정치, 경제, 사회 문제에 대한 강연을 했다. 그녀의 친구와 지인 중에는 부커 T. 워싱턴, 메리 매클라우드 베튠, W. E. B. 듀보이스가 있었다. 제1차 세계 대전 중 워커는 Circle For Negro War Relief의 리더였으며 흑인 육군 장교 훈련 캠프 설립을 옹호했다. 1917년, 워커는 전미 유색인 지위 향상 협회 (NAACP) 뉴욕 지부의 집행 위원회에 합류하여 뉴욕시 5번가에서 침묵의 행진을 조직했다. 이 공개 시위에는 8,000명 이상의 아프리카계 미국인이 참여하여 39명의 아프리카계 미국인을 살해한 이스트 세인트루이스 폭동에 항의했다. 또한 1917년부터 사망할 때까지 워커는 할렘 YWCA 관리 위원회 위원으로, 이 조직을 통해 젊은 여성들에게 미용 기술 훈련이 발전하는 데 영향을 미쳤다.:68,69
그녀의 사업 이익은 워커의 정치적, 자선적 관심사에 상당한 영향을 미쳤다. 1918년, 국립 유색인 여성 클럽 협회 (NACWC)는 워커에게 프레더릭 더글러스의 애너코스티아 집 보존에 가장 큰 개인 기여를 한 공로로 표창했다. 1919년 워커가 사망하기 전, 워커는 NAACP의 린치 방지 기금에 5,000달러(2023년 기준 약 88,000달러에 해당)를 기부했다. 당시 이는 NAACP가 개인으로부터 받은 가장 큰 기부금이었다. 워커는 고아원, 기관, 개인에게 거의 10만 달러를 유증했으며, 그녀의 유언장은 재산의 미래 순이익 중 3분의 2를 자선 단체에 기부하도록 지시했다.

## 죽음과 유산

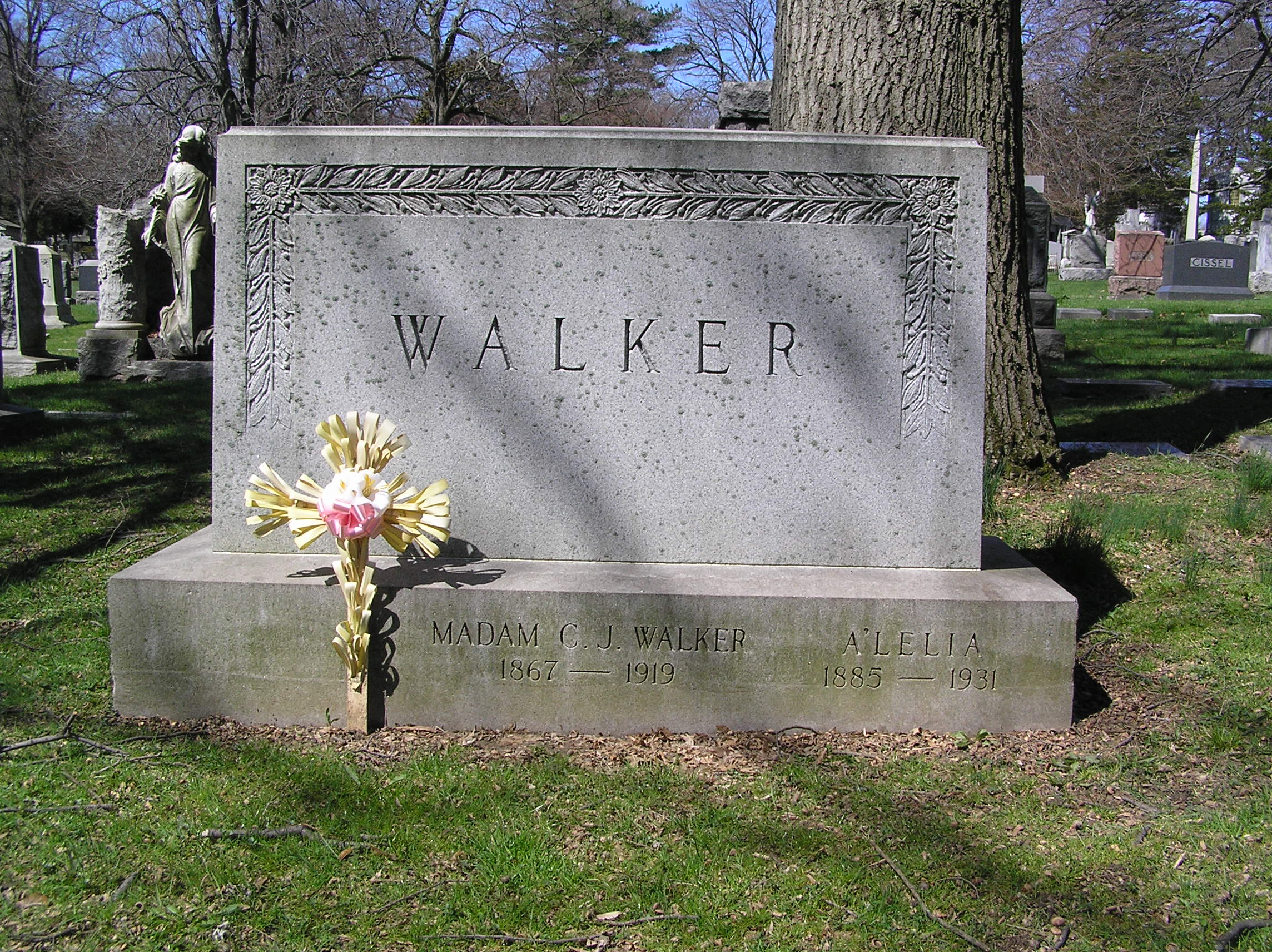
마담 C. J. 워커의 묘

워커는 1919년 5월 25일, 콩팥 기능상실과 고혈압 합병증으로 51세의 나이로 사망했다. 워커의 유해는 뉴욕 브롱크스에 있는 우드론 공동묘지에 안장되었다.
사망 당시 워커는 50만 달러에서 100만 달러 사이의 가치가 있는 것으로 평가되었다. 워커는 미국에서 가장 부유한 아프리카계 미국인 여성이었다. 뉴욕 타임스에 실린 워커의 부고 기사에 따르면, "그녀는 2년 전 [1917년] 자신이 아직 백만장자가 아니지만 언젠가는 그렇게 되기를 바란다고 말했다. 돈을 자신을 위해서가 아니라 자신이 할 수 있는 좋은 일을 위해서 원했다." 부고 기사는 또한 같은 해, 어빙턴의 허드슨 강둑에 그녀의 25만 달러짜리 저택이 완공되었다고 언급했다. 그녀의 딸 알렐리아 워커는 나중에 마담 C. J. 워커 매뉴팩처링 컴퍼니의 사장이 되었다.
인디애나 역사 협회는 인디애나폴리스에 워커의 서류를 보관하고 있다. 워커의 유산은 또한 미국 국립사적지에 등재된 두 곳의 부동산을 통해 이어지고 있다. 뉴욕 어빙턴의 빌라 르와로와 인디애나폴리스의 마담 워커 극장 센터이다. 미국의 포레스터스 파이낸셜의 분파인 아메리카의 포레스터스 보조 조직인 Companions of the Forest라는 형제 조직이 1932년 알렐리아 워커의 사망 후 빌라 르와로를 매입했다. 미국 국립사적지는 1979년에 이 집을 등재했다. National Trust for Historic Preservation은 이 사유 재산을 국가 보물로 지정했다.
인디애나폴리스의 워커 매뉴팩처링 컴퍼니 본사 건물(마담 워커 극장 센터로 개명)은 1927년 12월에 개장했다. 이 건물에는 회사의 사무실과 공장, 극장, 미용 학교, 미용실 및 이발소, 레스토랑, 약국, 그리고 지역 사회를 위한 무도장이 포함되었다. 미국 국립사적지는 1980년에 이 건물을 등재했다.
워커를 기리는 박물관과 역사적인 라디오 방송국 WERD는 애틀랜타에 있는 옛 마담 C. J. 워커 뷰티 샵 자리에 세워졌다.
2006년, 극작가 겸 감독인 리자이나 테일러는 워커의 고난과 성공 역사를 다룬 '새라 브리들러브의 꿈'(The Dreams of Sarah Breedlove)을 썼다. 이 연극은 시카고의 굿맨 극장에서 초연되었다. 배우 L. 스콧 콜드웰이 워커 역을 맡았다.
2022년 1월 31일, 유니레버의 선다이얼 브랜드는 "MADAM by Madam C. J. Walker"라는 브랜드 이름으로 11개의 새로운 제품 컬렉션을 출시했으며, 월마트에서 독점 판매되었다. 이 제품들은 선다이얼 브랜드가 2016년 3월 4일 워커의 유산을 기리기 위해 세포라와 협력하여 출시했던 라인을 대체한다. "Madam C. J. Walker Beauty Culture" 라인은 다양한 모발 유형 관리를 위해 천연 성분 사용에 중점을 둔 네 가지 컬렉션으로 구성되었다.

### TV 시리즈
2020년, 배우 옥타비아 스펜서는 워커의 고손녀인 알렐리아 번들스가 쓴 워커의 전기 '온 허 오운 그라운드'(On Her Own Ground)를 바탕으로 한 TV 시리즈에서 워커를 연기하기로 했다. 이 시리즈의 제목은 셀프 메이드: 마담 C. J. 워커의 삶에서 영감을 얻다이다. 시리즈에 대한 평가는 엇갈렸는데, 이는 주로 실제 전기보다 허구적인 작품에 가까운 줄거리의 부정확성 때문이었다. 애니 말론을 또 다른 흑인 여성 자수성가 백만장자인 애디 먼로를 악당으로 묘사하고 워커의 딸을 레즈비언으로 묘사한 것이 시청자들의 불만 중 일부였다. 전기 작가 알렐리아 번들스는 "넷플릭스의 셀프 메이드, 자초한 상처로 고통받다"에서 '셀프 메이드' 제작 비하인드 경험에 대해 썼다.

### 다큐멘터리
워커는 스탠리 넬슨의 1987년 다큐멘터리 '투 달러 앤 어 드림'(Two Dollars and a Dream)에 출연했는데, 이는 워커의 삶을 다룬 최초의 영화이다. 워커의 변호사이자 워커 컴퍼니 총괄 매니저였던 프리맨 B. 랜섬의 손자인 넬슨은 1980년대에 인터뷰한 워커 컴퍼니의 원본 사업 기록과 전 직원들에게 접근할 수 있었다.

## 기념
다양한 단체들이 워커를 기려 장학금과 상을 수여하고 있다.
- 마담 C. J. 워커 비즈니스 및 커뮤니티 인정상은 National Coalition of 100 Black Women, 오클랜드/베이 지역 지부에서 후원한다. 매년 오찬 행사에서 워커를 기리고 지역 사회의 뛰어난 여성들에게 장학금을 수여한다.[49]
- 스피릿 어워드는 마담 워커 극장 센터 인디애나폴리스에서 후원했다. 워커를 기리기 위해 제정된 이 연례상은 2006년부터 기업가 정신, 자선 활동, 시민 참여 및 예술 분야의 국가 지도자들을 기려왔다. 개인에게 수여되는 상으로는 마담 C. J. 워커 유산상과 젊은 기업가 및 레거시 상이 있다.[50]

뉴욕 세네카 폭포의 전미 여성 명예의 전당은 1993년에 워커를 헌액했다. 1998년, 미국 우정청은 흑인 유산 시리즈의 일환으로 마담 워커 기념 우표를 발행했다. 2022년, 마텔은 영감을 주는 여성 인형 컬렉션의 일환으로 마담 C. J. 워커 바비 인형을 출시했다.

## 추가 자료

### 성인 논픽션
- Bundles, A'Lelia Perry (2001). 《On Her Own Ground: The Life and Times of Madam C. J. Walker》. Scribner. ISBN 978-0-7434-3172-9.
- Freeman, Tyrone McKinley (2020). 《Madam C. J. Walker's Gospel of Giving: Black Women's Philanthropy During Jim Crow》. University of Illinois Press. ISBN 978-0-252-08535-2.
- Bundles, A'Lelia Perry (2013). 《Madam Walker Theatre Center: An Indianapolis Treasure》. Images of America. Charleston, SC: Arcadia Publishing. ISBN 978-1-4671-1087-7.
- Sullivan, Otha Richard; Haskins, James, 편집. (2002). 〈Madam C.J. Walker (1867–1919)〉. 《African American Women Scientists and Inventors》. San Francisco: Jossey-Bass. 25–30쪽. ISBN 9780471387077.

### 청소년 논픽션
- Bundles, A'Lelia (2018). All About Madam C.J. Walker. Indianapolis, Indiana: Blue River Press. ISBN 9781681570938
- Bundles, A'Lelia Perry (2008). 《Madam C. J. Walker: Entrepreneur》. Black Americans of Achievement Legacy판. New York: Chelsea House. ISBN 978-1-60413-072-0.
- Colman, Penny (1994). 《Madam C. J. Walker: Building a Business Empire》. Gateway Biography. Brookfield, CT: The Millbrook Press. ISBN 9781562943387.

### 성인 소설
- Due, Tananarive (2000). 《The Black Rose: The Dramatic Story of Madam C. J. Walker, America's First Black Female Millionaire》. Ballantine Books. ISBN 978-0-345-44156-0.